# Theologische Realenzyklopädie
Theologische Realenzyklopädie (TRE) este o enciclopedie germană de teologie și studii religioase, fiind cel mai mare proiect de carte în limba germană în domeniu. Conține aproximativ 2000 de articole în 36 de volume. Prima ediție a fost publicată în 1977, ultima în 2004.
Acoperă diverse domenii precum teologia, istoria, filosofia și studiile religioase. TRE este o resursă inestimabilă pentru cercetare, educație și înțelegere în domeniile teologiei și disciplinelor sale conexe. Oferă informații despre subiecte teologice, probleme etice, evenimente istorice, personalități religioase și practici religioase globale. Versiunea online include funcții suplimentare precum imagini, hărți și o funcție extinsă de căutare, făcând-o o resursă electronică unică și cuprinzătoare pentru conținut teologic.